# الجوهر النضید فی شرح منطق التجرید
الجوهر النضید فی شرح منطق التجرید («گوهر آراسته در واکاوی منطق تجرید») یا به اختصار الجوهر النضید کتابی است از علامه حلی در علم منطق که شرح بخش منطق کتاب تجرید الاعتقاد خواجه نصیرالدین طوسی است.

## ویژگی‌های کتاب

### نقاط قوت
- در موضوع خود کامل است و تمام بخش‌های منطق را دربردارد.
- به صورت طولانی خسته‌کننده و کوتاه گیج‌کننده نیست راه میانه‌ای را برگزیده است.
- روش کتاب با روش کتاب‌های پیشین خود نظیر الشفا و اساس الاقتباس همخوانی دارد و خواننده می‌تواند به راحتی اطلاعات مورد نظر خود را بیابد.

## فهرست مطالب
این کتاب در ۹ فصل تدوین یافته‌است.
فصل اول: در درآمدی بر این دانش
فصل دوم: در مقولات
فصل سوم: در قضایا و ویژگی‌های آن‌ها
فصل چهارم: در قیاس
فصل پنجم: در برهان و حد
فصل ششم: در جدل
فصل هفتم: در مغالطه
فصل هشتم: در خطابه
فصل نهم: در شعر

## ترجمه کتاب
منوچهر صانعی دره‌بیدی این کتاب را به فارسی ترجمه کرده‌است که توسط انتشارات حکمت به چاپ رسیده است.